# Nacho Novo
Ignacio „Nacho” Gómez Novo (galicyjska wymowa: [ˈnatʃo ˈnoβo]; ur. 26 marca 1979 w Ferrol) – hiszpański piłkarz występujący na pozycji bocznego pomocnika lub napastnika.

## Kariera klubowa
Karierę zaczął w SD Huesca. W lipcu 2001 roku przeszedł do Raith Rovers. Zagrał tam 33 razy i strzelił 18 goli. Rok później podpisał umowę ze szkockim klubem Dundee F.C. W nowym klubie zadebiutował 3 sierpnia 2002 roku w zremisowanym 1:1 meczu z Hearts. W Dundee F.C. grał przez dwa sezony i w 71 meczach strzelił 26 goli.
6 lipca 2004 roku podpisał kontrakt z Rangers, gdzie grał do maja 2010. Rozegrał tam 162 mecze strzelając 42 bramki. Znany z porywczości, często dostawał kartki za dyskusje z sędziami. Przez kibiców The Gers zapamiętany został szczególnie jako strzelec wielu jakże ważnych bramek przeciw Celtikowi. W dniu 1 maja 2008 roku strzelił zwycięskiego karnego w meczu z
w półfinale Pucharu UEFA i zapewnił swojej drużynie awans do finału, w którym ostatecznie przegrali z rosyjskim Zenitem 0:2.
W maju 2010 roku Nacho Novo przeniósł się do hiszpańskiego klubu Sporting Gijón, grającego w Primera División. W nowym klubie grał przez dwa sezony, wystąpił w sumie w 41 meczach i strzelił 7 goli.
16 lutego 2012 roku podpisał półroczny kontrakt z Legią Warszawa, z opcją przedłużenia o kolejny sezon.
26 lutego 2012 roku zadebiutował w barwach Legii w meczu ze Śląskiem Wrocław.
11 kwietnia tego roku strzelił swoją debiutancką bramkę w meczu z Arką Gdynia w półfinale Pucharu Polski.
W sezonie 2011/2012 wywalczył wraz z Legią Puchar Polski, która pokonała w finale Ruch Chorzów 3:0.

## Kariera reprezentacyjna
Nacho Novo nigdy nie został powołany do reprezentacji Hiszpanii, jednak wystąpił w barwach Galicji. Zadebiutował 27 grudnia 2008 roku zagrał w meczu przeciwko reprezentacji Iranu, wygranym przez Galicję 3:2. Novo strzelił w tym meczu dwa gole. Był to ostatni jak do tej pory mecz rozegrany przez reprezentację Galicji. Reprezentacja ta nie jest zrzeszona w żadnej konfederacji, przez co jej mecze nie mają w rozumieniu przepisów FIFA cechy oficjalności.